# Museo dei tessuti
Il museo egiziano dei tessuti (ar: متحف النسيج المصري)  del Cairo è stato inaugurato nel 2010 ed è il primo nel suo genere in Medio Oriente.

## Sede

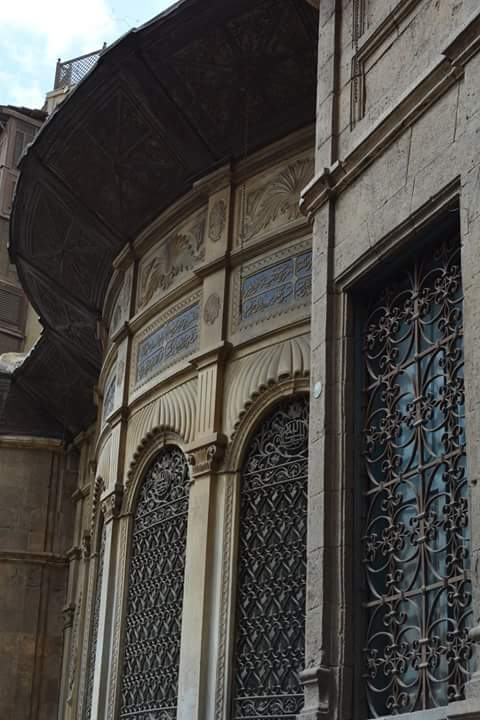
Facciata esterna del sibil di Ismail Pascià sede del Museo dei tessuti del Cairo

Il museo si trova nel sibil ottomano di Ismail Kamil Pascià (1796? -1822) in Via Al-Muizz, fatto costruire da Muhammad ʿAli Pascià nel 1828 come ente di beneficenza in onore del figlio Ismail morto in Sudan durante la guerra del 1820-1822.

## Collezione
Il museo contiene oltre 250 reperti di epoche diverse, offrendo un quadro completo dello sviluppo del tessile in Egitto, dall'Antico Egitto a quello ottomano.
Il museo si sviluppa su due piani e undici sale; i tessuti più antichi sono dati da delle stoffe egizie e tra i reperti più  importanti spiccano alcuni tessuti copti di el-Baghawat e una  kesw 'at el-Ka'aba risalente all'epoca del califfo Omar ibn al-Khattab.